# Informacijska revolucija
O informacijski revoluciji govorimo v času po 1970-ih, ki predstavlja obdobje širjenja informacijske kulture. Informacijska revolucija pomeni prelomnico med industrijsko ter postindustrijsko dobo.
Informacijska tehnologija (kibernetizacija) je nadgradnja avtomatizirane tehnologije. Proizvodne procese v industriji začnejo upravljati stroji, ki tako poleg nadzorovalne prevzamejo tudi izvrševalno funkcijo. Tudi v terciarnem sektorju se začne uporabljati računalniško vodenje, kar v prihodnosti privede do združitve doma in delovnega mesta.